# سوارکاری در المپیک تابستانی ۱۹۰۰

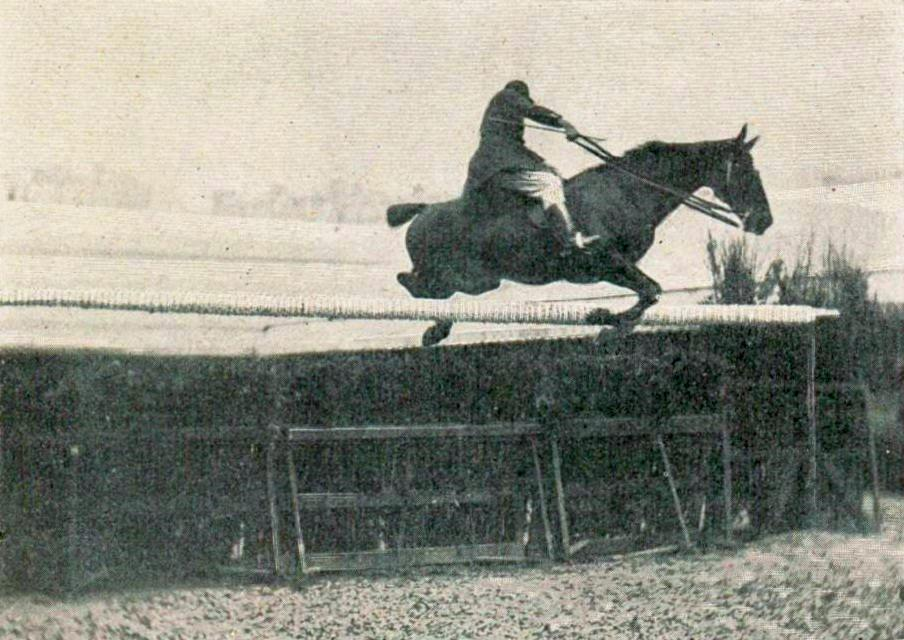
Dominique Gardères, winner of the high jump competition

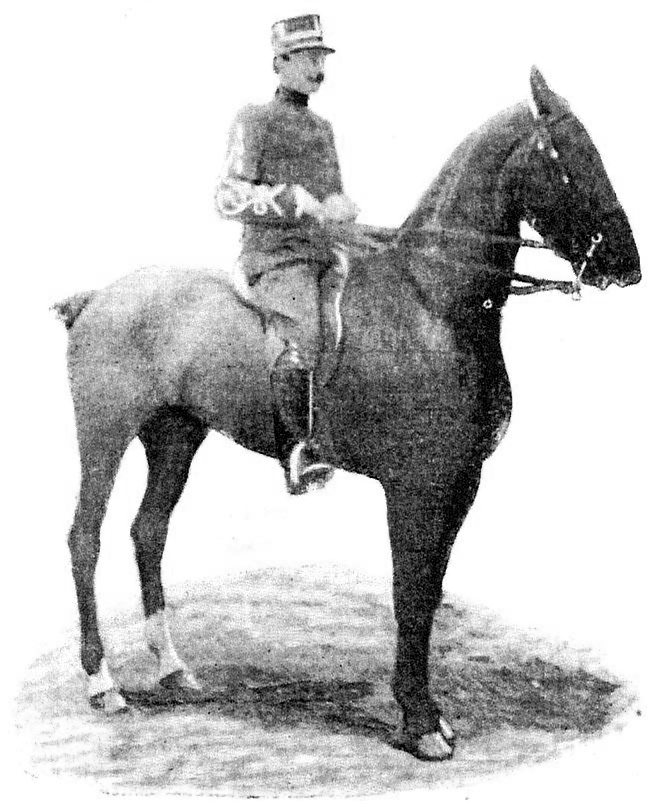
Constant van Langhendonck, winner of the long jump competition

سوارکاری در بازی‌های المپیک تابستانی ۱۹۰۰ نام رویداد ورزش سوارکاری در بازی‌های المپیک تابستانی بود که در سال ۱۹۰۰ برگزار شد.

## کشورهای شرکت کننده
در اینم مسابقات ۶۰ ورزشکار از ۵ کشور به رقابت با یک دیگر پرداختند.
- بلژیک (۱۵)
- فرانسه (۳۹)
- ایتالیا (۳)
- امپراتوری روسیه (۲)
- ایالات متحده آمریکا (۱)

## جدول مدال‌ها
| رتبه | کشورها        | طلا | نقره | برنز | مجموع |
| ۱    | بلژیک (BEL)   | ۲   | ۱    | ۱    | ۴     |
| ۲    | ایتالیا (ITA) | ۱   | ۱    | ۰    | ۲     |
| ۳    | فرانسه (FRA)  | ۱   | ۰    | ۲    | ۳     |

## نتایج
| رویداد                    | طلا                                                             | نقره                                | برنز                                        |
| پرش                       | Aimé Haegeman · بلژیک                                           | Georges van der Poële · بلژیک       | Louis de Champsavin · فرانسه                |
| پرش ارتفاع                | Dominique Gardères · فرانسه Giovanni Giorgio Trissino · ایتالیا | none awarded                        | Georges van der Poële · بلژیک               |
| پرش طول                   | Constant van Langhendonck · بلژیک                               | Giovanni Giorgio Trissino · ایتالیا | Camille de La Forgue de Bellegarde · فرانسه |
| Hacks and hunter combined | رقابت غیررسمی                                                   | رقابت غیررسمی                       | رقابت غیررسمی                               |
| Mail coach                | رقابت غیررسمی                                                   | رقابت غیررسمی                       | رقابت غیررسمی                               |